# مارك دنيس (مخرج)
مارك دنيس (بالإنجليزية: Mark Dennis)‏ هو مخرج أمريكي، ولد في 13 مايو 1982 في سان أنطونيو في الولايات المتحدة.

## وصلات خارجية
- مارك دنيس على موقع IMDb (الإنجليزية)
- مارك دنيس على موقع قاعدة بيانات الفيلم (الإنجليزية)